# Diligența (film din 1986)
Diligența (titlul original în engleză Stagecoach) este un western american, realizat în 1986 de regizorul Ted Post. Filmul de televiziune este un remake al clasicului western omonim din 1939 al lui John Ford, el însăși bazat pe o nuvelă de Ernest Haycox. Este al doilea remake al filmului, după lungmetrajul din 1966.
Kris Kristofferson joacă rolul lui Ringo Kid. Willie Nelson îl interpretează pe faimosul pistolar și dentist Doc Holliday, Johnny Cash îl interpretează pe Marshal Curly Wilcox și Waylon Jennings îl interpretează pe jucătorul de cărți Hatfield. Toate cele patru vedete au fost asociate ca membri ai supergrupului de muzică country The Highwaymen. Distribuția secundară îi are pe Elizabeth Ashley, Mary Crosby și June Carter Cash.

## Rezumat
Arizona, în jurul anului 1880. O companie de călători este în drum spre Lordsburg într-o diligență. În ciuda veștii că apașii sub șeful lor Geronimo sunt pe picior de război, călătorii vor să continue drumul. De-a lungul traseului au avut loc deja raiduri și sunt așteptate și mai multe. Abia după plecare, călătorii află că escorta de cavalerie, care le-a fost promisă, nu îi va însoți până la Lordsburg.
Între timp, există tot mai multe semne că apașii vor ataca în curând. Printre călători se numără celebrul pistolar Doc Holliday și Ringo, un nelegiuit păzit de mareșalul Curly Wilcox. El l-a înlocuit pe paznicul care a fugit și stă pe capra diligenței. Hatfield, un jucător de cărți profesionist, se numără printre cei care călătoresc, la fel ca prostituata Dallas, Peacock, un comis-voiajor de băuturi alcoolice, Gatewood, bancherul din Tonto și Lucy Mallory, care călătorește însărcinată pentru a-și vizita soțul.

## Distribuție
- Willie Nelson – Doc Holliday
- Kris Kristofferson – Ringo / Ringo Kid / Bill Williams
- Johnny Cash – Marshal Curly Wilcox
- Waylon Jennings – Hatfield (jucătorul de cărți)
- John Schneider – Buck (vizitiul diligenței)
- Elizabeth Ashley – Dallas
- Anthony Newley – Trevor Peacock (vănzătorul de Old John's Whiskey)
- Tony Franciosa – Henry Gatewood (bancherul din Tonto)
- Merritt Butrick – locotenentul Blanchard
- Mary Crosby – dna. Lucy Mallory
- June Carter Cash – dna. Pickett
- Jessi Colter – Martha
- Alex Kubik – Luke Plummer
- David Allan Coe – Ike Plummer
- Bob Mclean – Chris
- Lash LaRue – Lash
- Ed Adams – cercetașul alb
- Billy Swan – barmanul din Tonto
- John Carter Cash – Billy Pickett
- Michael Haynes – căpitanul John Mallory
- Robert Cota – cercetașul indian

## Producție
Pentru a economisi bani, filmările au avut loc la Old Tucson Studios, care a fost folosit pentru a turna numeroase filme și seriale de televiziune western.

## Premii și nominalizări

### Premii
- Western Heritage Awards 1987: Bronze Wrangler pentru Dramă fictivă de Televiziune
  - Raymond Katz (producător executiv)
  - Willie Nelson (producător executiv/actor)
  - Waylon Jennings (actor)
  - Kris Kristofferson (actor)
  - Johnny Cash (actor)
  - Elizabeth Ashley (actriță)

### Nominalizări
- 1987 American Cinema Editors, USA 1987 pentru Cel mai bun montaj special pentru Televiziune
  - Geoffrey Rowland